# 藤田香
藤田 香（ふじた かおり、1971年（昭和46年）1月24日 - 2018年（平成30年）7月13日）は日本のイラストレーター。女性。関西在住。水瓶座。血液型はB型。大のカエル好き。

## 生涯
コナミデジタルエンタテインメントに所属していたことがわかっている。また、青い鳥文庫の公式キャラクター「あおぴー」のデザインを手掛けた。
2018年7月13日に膵臓癌のため死去。享年47。

## 主な作品一覧

### ゲーム
- 幻想水滸伝V（キャラクターデザイン）

### イラスト
児童文学
- ネオ少年探偵シリーズ（芦辺拓著 / エンタティーン倶楽部）
- 黒魔女さんが通る!!シリーズ（石崎洋司著 / 青い鳥文庫）
- ユリエルとグレンシリーズ（石川宏千花著 / 講談社単行本）
- サエと博士の探偵日記シリーズ（石崎洋司著 / 青い鳥文庫）
- リトルプリンセス 小公女 新装版（バーネット著 / 曾野綾子訳 / 青い鳥文庫）
- 若草物語 新装版シリーズ（ルイザ・メイ・オルコット著 / 谷口由美子訳 / 青い鳥文庫）
- 衣世梨の魔法帳シリーズ（那須正幹著 / ポプラポケット文庫）
- 走れメロス 太宰治 名作選（太宰治著 / 齋藤孝注釈・解説 /  角川つばさ文庫）
- 平家物語 平清盛シリーズ（那須田淳著 /角川つばさ文庫）
- 秘密の花園 シリーズ（バーネット著 / 谷口由美子訳 / 青い鳥文庫）
- 黒魔女の騎士ギューバッドシリーズ（石崎洋司著 / 青い鳥文庫）
- 初恋三国志 りゅうびちゃん、英傑と出会う! （水島朱音・榎本事務所著 / 角川つばさ文庫）
- 青い鳥文庫ができるまで（岩貞るみこ著 / 講談社単行本）
- 魔女学校物語シリーズ（石崎洋司著 / 青い鳥文庫）

ライトノベル
- 悪魔のミカタシリーズ（うえお久光著 / 電撃文庫）
- ジャストボイルド・オ’クロック（うえお久光著 / 電撃文庫）
- オッド・アイ （星野亮著 / 富士見ファンタジア文庫）
- つばさシリーズ（麻生俊平著 / MF文庫J）
- 雛のほそみち ～青葉若葉の恋道中!～（小川いら著 / B's-LOG文庫）
- ブラインド・エスケープ（樹川さとみ著 / 富士見ミステリー文庫）
- マグナ・スペクトラ 緋の剣は誰がために（秋田みやび著 / 安田均案 / 富士見ファンタジア文庫）
- マーベラス・ツインズシリーズ（古龍著 / 川合章子訳 / GAMECITY文庫）
- 模造王女騒動記 フェイク・フェイクシリーズ（榊一郎著 / HJ文庫）
- ドラゴン・フライ!（諸星崇著 /  朝日ノベルズ）
- 伯爵と十五年目の花嫁 ～この結婚を無効にしてください!～ （広野未沙著 / ネオスブックス ブロッサムサイド）
- 雨の日のチェイン・リグレット（月玖詩著 /新紀元社単行本）
- おっさんがびじょ。シリーズ（山田まる著 / アース・スターノベル）

一般小説
- 同行屋稼業シリーズ（中里融司著 / 光文社時代小説文庫）
- 浪華疾風伝 あかね シリーズ（築山桂著 / ポプラ文庫ピュアフル）

その他
- アクエリアンエイジ（ブロッコリー）
- ライトノベルを書こう!（榎本秋著 / 宝島社）
- 少年系ライトノベル最強ブックガイド!（榎本秋著 / エヌティティ出版）
- ライトノベル作家になるシリーズ（榎本秋著 / 新紀元社）
- 完全図説・戦国姫君列伝（榎本秋著 / 朝日新聞出版）
- 15分でパパッとカンペキ! じゅ業で大カツヤク! 英語バッチリCD-ROM（ベネッセコーポレーション）
- 夢をひろげる物語 魔女っ子キラリのハッピーうらない（芝田勝茂編 / ポプラ社）
- うわさの怪談シリーズ（魔夜妖一、幻咲麗、マーク・矢崎治信、夜羽るか監修 / 成美堂出版）
- まんがワンダーサイエンス 大ぼうけん! 恐竜たんけん隊（福井県恐竜博物館監修 / 宝島社）
- プリンセスがいっぱい! キラキラかわいいおんなのこのおはなし!（立原えりか著 / 講談社）
- 角川まんが学習シリーズ 「日本の歴史」 - 4巻：武士の目覚め - （山本博文監修  / KADOKAWA）  [4]

### 画集
- Fs5 藤田香アートワークス（エンターブレイン刊）